# 薛论道
薛論道（1531年—1600年），字談德，號蓮溪，別號蓮溪居士，直隸定興（今河北定縣）人。是明代中後期的散曲大家。
因南方沿海一帶倭寇入侵騷擾，北部邊境有蒙古、女真入侵，使得中原地區的人民生活動盪不安。薛論道因而投筆從戎，官至指揮僉事，後以神樞參將加副將歸田終老，著有《林石逸興》一書。

## 生平
薛論道自幼聰穎，八歲即能賦詩作文。因父母早逝，薛論道需要撫育多位年幼的弟弟。少時多病，導致一腳殘疾，迫使他不得已中斷學業。大約嘉靖三十三年（1554年）時，擅長兵法的薛論道被當時的薊遼總督的楊博闢為參謀，從此開始了他近三十年的軍旅生涯，以戰功升任指揮僉事。萬曆初年，因與薊遼總督戚繼光不和，被罷官歸田。約在萬曆十一年（1583年），隨著戚繼光被調離薊州，薛論道復出職位，但也因此使其對官場相當失望。最終，以神樞參將加副將之名歸老鄉里。長期的軍旅生涯與家居時的清閒都為薛論道提供了豐富的創作素材。

## 作品風格
得曲近千首，形式上獨具特色，只做小令不做套曲，而且小令只用<黃鷹兒>、<山坡羊>、<玉抱肚>、<水仙子>、<桂枝香>、<朝天子>、<傍妝台>、<沉醉東風>、<朝元歌>、<步步嬌>十個曲牌，每個曲牌各作百首，每一個曲牌的作品集合成一卷，這十卷再集合成作品集《林石逸興》。薛論道的散曲風格來自於山高水深的自然環境與邊塞文化，散曲中對戰場的描寫數量較多，情感真實。如散曲《吊戰場》：「擁旌麾鱗鱗隊隊，度胡天昏昏昧昧。戰場一吊，多少徵人淚？英魄歸未歸，黃泉誰是誰？森森白骨，塞月常常會；塚塚磧堆，朔風日日吹。雲迷，驚沙帶雪飛；風催，人隨戰角悲。」其中寫出了戰爭中的雄壯場面，又同時又寫出了戰場上的淒涼，將士喪失生命，大量的白骨與墳丘。表達薛論道深刻的反戰立場。
在散曲中也多有諷世之作，他對於當時的上層階級的揭露和嘲諷往往是不顧情面的。如他在散曲中斥責統治階級和達官貴人是「軟膿色氣豪，惡少年活神道」，譏諷他們：「今日車，明日轎。村頭腦紫貂，瘦身軀綠袍，說起來教人笑」。對這些官僚貴族在官場中勾心鬥角、爾虞我詐的傾軋是「芥羽一毛輕，倚豪雄起鬥爭，攖冠披髮不恤命」。

## 散曲作品
薛論道作品現存小令1000首，收錄在他的作品集《林石逸興》石卷中，最具特色的是描寫在邊塞保衛疆域的兵將的軍旅生活。這些作品大多描寫駐守在邊疆將士的思鄉之情，但同時又決心保衛國家的愛國情懷。如〔古山坡羊〕《吊戰場》、《塞上即事》，〔黃鶯兒〕《邊城秋況》等。
以《林石逸興》中的〔古山坡羊〕《吊戰場》為例：擁旌麾鱗鱗隊隊，度胡天昏昏昧昧。戰場一吊，多少征人淚！
英雄歸未歸，黃泉誰是誰？森森白骨，塞月常常會；
塚塚磧堆，朔風日日吹。
雲迷，驚沙帶雪飛；
風催，人隨戰角悲。

## 评价
劉博倉在《評薛論道的散曲創作》中認為薛論道多以邊塞軍旅為主題的悲壯雄厚的曲风，是在散曲市井風情的基礎上進一步拓展了散曲的表現領域，也為當時明末曲壇盛行雅麗濃豔的曲風帶來一股慷慨豪邁之氣。劉認為薛論道的散曲在思想上具有高度的諷世精神，對當時官場的齷齪、朝政的腐敗、世風的汙濁及人情的冷暖都給予了深刻的揭露與批評。

## 研究書目
庄一拂編著：《明清散曲作家匯考》 ﹙浙江古籍出版社﹚

## 外部連結
- 漢學中心點才大陸期刊資料庫 （页面存档备份，存于）